# Совість України
«Со́вість Украї́ни» — сучасна українська політична партія. Брала участь у парламентських виборах 2006 і 2007 років, місцевих виборах 2010 року. 

## Історія партії
Зареєстрована Міністерством юстиції України 1 червня 2005 року, за іншими даними — 25 березня.
У 2020 році Міністерство юстиції звернулося до суду з метою ліквідувати партію як неактивну.

## Керівництво
З 2005 до вересня 2010 року партію очолював Володимир Удовиченко, багаторічний голова міста Славутич.
Голова партії — Хачатур Хачатурян, ректор Київського міжнародного університету. Деякий час виконувала обов'язки голови партії проректор того ж університету Данченко Тетяна Володимирівна.

## Участь у виборах
Партія вперше взяла участь у парламентських виборах 2006 року у складі виборчого блоку «Патріоти України». Блок набрав трохи більше 11 тисяч голосів (0,04 %) і програв вибори. 
Партія брала участь у дострокових парламентських виборах 2007 року у складі виборчого блоку «Всеукраїнська громада», однак до Парламенту не потрапила — блок набрав близько 0,05 % голосів.
У 2008 році від партії «Совісті України» балотувалась в депутати диктор і ведуча програм українського телебачення; народна артистка України Тетяна Василівна Цимбал.
Партія взяла участь у виборах до місцевих органів влади у 2010 році. Від партії балотувалися на посаду мера Полтави Олександр Мамай та на посаду мера Вінниці чинний тоді міський голова Володимир Гройсман. Обидва виграли вибори, втім невдовзі Мамай залишив партію та вступив до Партії регіонів. Також 24 з 25 місць у Полтавській міській раді отримали висуванці партії.
11 з 14 обраних до Вінницької міськради в 2010 році від «Совісті України» депутатів на виборах 2015 року вже балотувалися від партії Гройсмана «Вінницька європейська стратегія». Декілька колишніх висуванців «Совісті України» пройшли за списком «Блоку Петра Порошенка».